# Ipomoea papilio
Ipomoea papilio är en vindeväxtart som beskrevs av Hallier f. Ipomoea papilio ingår i släktet praktvindor, och familjen vindeväxter. Inga underarter finns listade i Catalogue of Life.